# Vojnovo (Kardzjali)
Vojnovo (Bulgaars: Войново) is een dorp in het zuidoosten van Bulgarije. Zij is gelegen in de gemeente Tsjernootsjene in de oblast Kardzjali. Het dorp ligt ongeveer 19 km ten noorden van Kardzjali en 185 km ten zuidoosten van de hoofdstad Sofia. 

## Bevolking
De telling van 1934 registreerde 52 inwoners. Dit aantal daalde tot 47 personen in 1946, maar bereikte in 1956 een hoogtepunt van 57 inwoners. Sindsdien loopt het bevolkingsaantal in een rap tempo terug. Op 31 december 2019 werden er 11 inwoners geteld. Van de 12 inwoners reageerden er 12 op de optionele volkstelling van 2011. Alle inwoners identificeerden zichzelf als Bulgaarse Turken (100%).
Van de 12 inwoners die in februari 2011 werden geregistreerd, waren er 0 jonger dan 15 jaar oud (0%), terwijl 2 personen in de leeftijdscategorie 15-19 vielen, 2 personen tussen de 20-24 jaar, 2 personen tussen de 35-39 jaar, 1 persoon tussen de 45-49, 1 persoon tussen de 50-54, 1 persoon tussen de 55-59, 2 personen tussen de 60-64 en 1 inwoner van 65 jaar of ouder. 
Bakalite - Barza Reka - Bedrovo - Bezvodno - Beli Vir - Besnoerka - Bozjoertsi - Borovsko - Bosilitsa - Bostantsi - Daskalovo - Draganovo - Doesjka - Djadovsko - Jabaltsjeni - Javorovo - Jontsjovo - Gabrovo -  Kablesjkovo - Kanjak - Komoeniga - Kopitnik - Koetsovo - Ljaskovo - Minzoechar - Moerga - Nebeska - Notsjevo - Novi Pazar - Novoselisjte - Panitsjkovo - Patitsa - Ptsjelarovo - Petelovo - Prjaporets - Roesalina - Sokolite - Srednevo - Sredska - Strazjnitsa - Svobodinovo - Tsjerna Niva - Tsjernootsjene - Vazel - Versko - Vodatsk - Vojnovo - Vozjdovo - Zjeleznik - Zjenda - Zjitnitsa